# بوننا
بوننا ((به ژاپنی: 文和 Bunna)، نام یک عصر تاریخی ژاپنی دربار شمالی در طی دوره نانبوکوچو بود. این عصر بعد از کاننو و قبل از انبون (دوره) قرار داشت و ازسپتامبر ۱۳۵۲ تا مارس ۱۳۵۶ میلادی به طول انجامید. در طی این عصر امپراتور دربار شمالی در کیوتو، امپراتور گو-کوگین و امپراتور دربار جنوبی امپراتور گو-موراکامی بود.